# Vitellariopsis ferruginea
Espèce
Classification phylogénétique
Statut de conservation UICN

 VUD2 : Vulnérable
Vitellariopsis ferruginea est une espèce de plantes à fleurs de la famille des Sapotaceae. C'est un arbre originaire du Zimbabwe.

## Répartition
Endémique aux forêts des collines granitiques du Zimbabwe.